# Cecilia Kadzamira
Cecilia Tamanda Kadzamira GCVO (sinh ngày 25 tháng 6 năm 1938) là nữ tiếp viên chính thức của Malawi dưới sự trị vì của Kamuzu Banda. Trong khi bà và Tiến sĩ Banda đã không chính thức kết hôn, bà từng là đệ nhất phu nhân hoặc nữ tiếp viên chính thức trong nhiều năm. Trong nhiều năm, bà là người phụ nữ quyền lực nhất ở Malawi. Bà Kadzamira, được gọi là "Mama", hay "Mẹ của dân tộc".

## Đầu cuộc sống
Bà sinh ra ở miền Nam Rhodesia và sống ở Old Highfield, Salisbury (nay là Harare), nơi bà theo học tại trường tiểu học Mbizi. Sau khi có bằng cấp của mình, bà ghi danh tại Bệnh viện Trung ương Salisbury như một y tá cán bộ, nơi bà đủ điều kiện và được công bố một thời gian ngắn đến Old Highfields Clinic. Khi cha bà, John Kadzamira, trở về nhà cùng gia đình, kể cả David Zimani Kadzamira. Bà tham gia vào tiến sĩ Banda tại phòng khám y tế Limbe của mình với tư cách là một y tá nhân viên. Bà là cháu gái của John Tembo.

## Sự nghiệp đầu
Sau khi làm việc cho Tiến sĩ Banda làm y tá tại Khoa Phẫu thuật Limbe, Cecilia chuyển đến Zomba State House làm thư ký riêng của Tiến sĩ Banda..

## Sự nghiệp chính trị và ảnh hưởng
Sau cuộc khủng hoảng nội các năm 1964, nơi Banda củng cố quyền lực chính trị của mình, bà được bổ nhiệm làm Nữ chính phủ (OGH). Điều này đã được đề xuất bởi Hon. Ismael Surtee, người phụ tá và người đứng đầu gần nhất của Banda là Zomba, biến anh thành một trong những nhân vật quan trọng nhất trong chính phủ bên dưới Banda vào thời điểm đó. Với ảnh hưởng của mình, Kamuzu chấp nhận. Có suy đoán về vai trò của cô trong phiên tòa công cộng Machiavellian và treo của Albert Muwalo, Tổng thư ký MCP cuối cùng (sau đó bài viết đã được giảm xuống thư ký hành chính). Sau nhiều lần kháng chiến và trước chuyến thăm chính thức bởi Jomo Kenyatta của Kenya và đệ nhất phu nhân của Kenya, Mama Ngina, tiến sĩ Banda cuối cùng cũng 'không chịu thua'. Tên và chức danh của Cecilia Kadzamira thay đổi từ OGH thành Mama Tamanda C. Kadzamira, 'Mama' của quốc gia.
Tiến sĩ Banda tuyên bố Mama Tamanda Kadzamira sẽ tổ chức một tổ chức gọi là Chitukuko Cha Amayi muMalawi (CCAM), tạo thêm ảnh hưởng cho chính trị Malawi và kiểm soát tốt hơn những người có quyền truy cập vào Banda. Năm 1974, khi John Tembo, chủ tịch Hội đồng kỷ niệm quốc gia, chuyển địa điểm tổ chức lễ khánh thành Tuần lễ Thanh niên đến Lilongwe mà không có quyền của Banda, Kadzamira đã cầu xin Tiến sĩ Banda và cứu Tembo khỏi việc trục xuất nhanh khỏi MCP. Thay vào đó, Tembo đã xuống hạng dưới quyền thống đốc của Ngân hàng Dự trữ Malawi, trong khi Gwanda Chakuamba, sau đó là phó tổng tư lệnh của những người tiên phong trẻ Malawi, đã tăng.
Bà đã đưa ra nhiều quyết định khi Banda trở nên già hơn và không còn có thể điều hành công việc của đất nước nữa.Khi Tiến sĩ Banda trở nên già nua, bà đã không thành công cố gắng để ảnh hưởng đến ông ta để tài trợ cho John Tembo là người kế nhiệm của ông ta trong nhóm. Mặc dù Tembo đã giữ tạm chức vụ ở nơi của Banda trong sự vắng mặt của mình, Banda đã đưa cây gậy chính trị MCP cho Gwanda Chakuamba.

## Mối quan hệ với Banda
Bà là một người tri kỷ và bạn của Kamuzu Banda. Ảnh hưởng của bà đối với các quyết định chính trị và cá nhân của ông đóng một vai trò quan trọng trong sự phát triển của Banda và Malawi. Hai người bạn không thể tách rời nhau, và bà đã ảnh hưởng đến nhiều khía cạnh của cuộc đời ông như những người ông ta có thể tiếp cận, đọc tài liệu, kiến thức được truyền cho ông, và chính sách ông ký.Khi bà và Banda trải qua một khoảng thời gian khó khăn, Banda đã cấm bài hát "Cecilia" của Simon và Garfunkel vì lời bài hát của nó quá gần nhà, chẳng hạn như "Cecilia, tôi quỳ xuống, tôi đang ăn xin "bạn hãy về nhà...
"